# Ла Фарина, Джузеппе

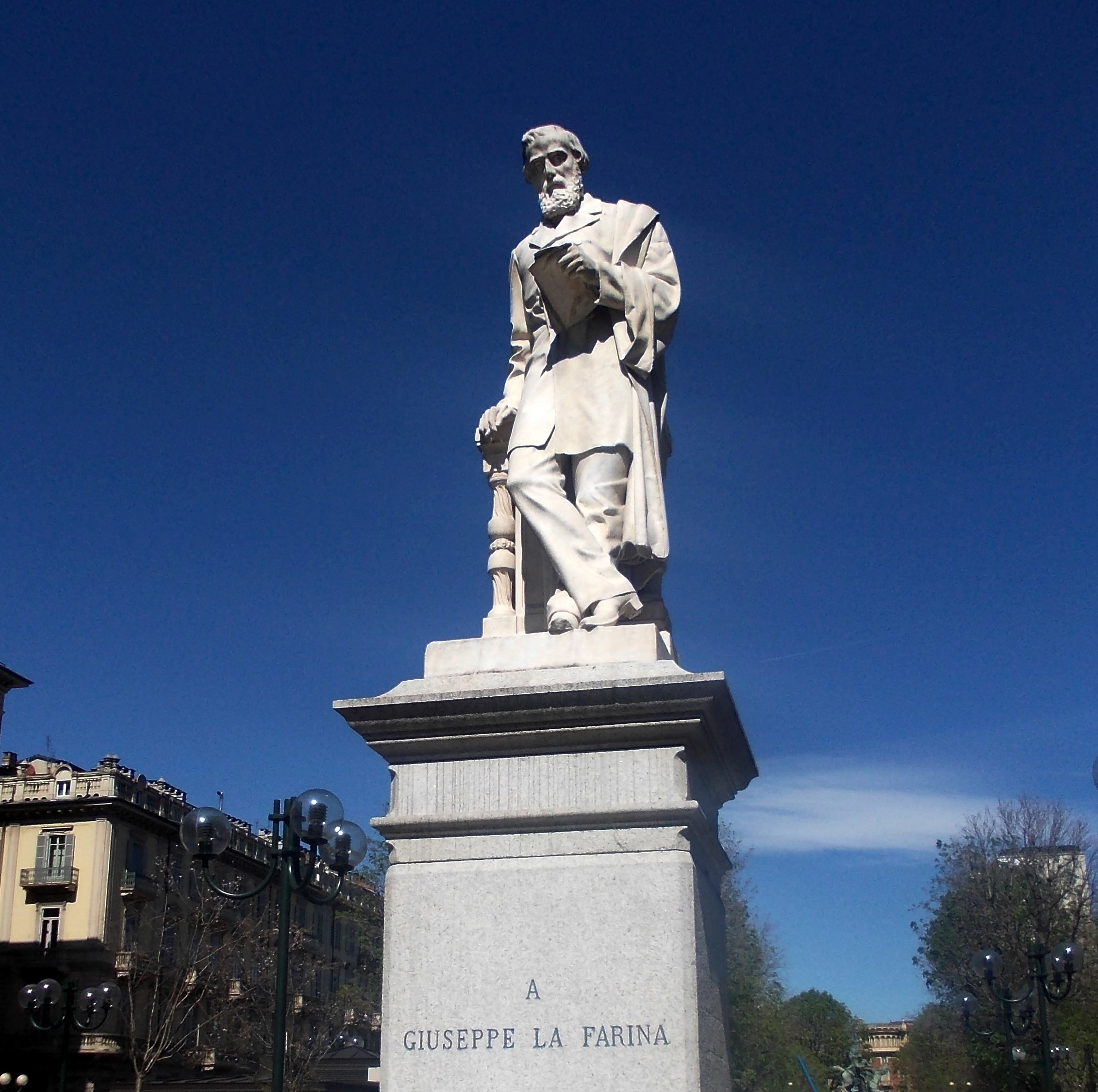
Памятник Джузеппе Ла Фарину в Турине, Италия

Джузеппе Ла Фарина (итал. Giuseppe La Farina; 20 июля 1815, Мессина — 5 сентября 1863, Турин) — итальянский историк и политик, деятель Рисорджименто.

## Биография

### Ранние годы
Джузеппе Ла Фарина родился 20 июля 1815 года в Мессине, сын Кармело Ла Фарина и Анны Муратори. В 1828 году его отец, преподаватель арифметики и геометрии в колледже Каролино, был арестован по подозрению в причастности к тайным обществам карбонариев и сослан на остров Фавиньяна, а тринадцатилетний Джузеппе отправился вместе с ним к новому месту жительства.

### Политик
Республиканец по убеждениям, принял участие в восстании 1837 года на Сицилии и в революции 1848 года. Был избран в сицилийскую Палату общин, занимал должность министра образования и, уже после падения Мессины — министра обороны. После поражения революции эмигрировал во Францию и Турин, к 1856 году воспринял монархические убеждения и стал сподвижником Кавура, одним из соучредителей Итальянского национального общества. В 1860 году приехал на Сицилию с целью подготовки присоединения острова к Сардинскому королевству, но был изгнан Гарибальди, стремившимся к сохранению автономии и республиканского строя. Через несколько месяцев попытался вернуться на Сицилию, но встретил ожесточённое противодействие республиканцев и вновь оставил остров. 
Политические разногласия между Ла Фарина и Гарибальди наметились ещё раньше. 2 января 1860 года он написал в письме к Паоло Россионьоли о своём возмущении по поводу политического разворота Гарибальди к Брофферио, Синео и Аспрони:

Этот человек потерял голову и стремительно приближается к гибели, затеяв, сам того не замечая, правительственную интригу низшего свойства. Я всегда говорил с Гарибальди языком правды и подлинной дружбы; другие говорят языком подобострастия и лести и ценятся выше меня. Гарибальди забывает, что я первым сделал его известным в Италии, когда он был в Монтевидео; что я убедил его вернуться оттуда, чтобы принять руководство в 48-м на Сицилии; что я убедил пьемонтское правительство признать его. Но чего ты хочешь? Благодарность — вещь, не слишком распространённая среди людей. Что же касается остального, Национальное общество не понесёт большого ущерба: он проиграет.
Оригинальный текст (итал.)– Quell'uomo ha perduto la testa, e corra alla sua rovina, servendo, senza accorgersi, ad un bassissimo intrigo di portafogli. Io a Garibaldi ho parlato sempre il linguaggio della verità e della vera amicizia; gli altri parlarono quella della servilità e dell'adulazione e sono stati più graditi di me. Garibaldi dimentica che io per il primo lo feci conoscere all'Italia, quand'egli era a Montevideo; che io lo feci venire di là per condurlo nel 48 a Sicilia; che io lo feci accetare dal governo piemontese. Ma che vuoi? La gratitudine non è cosa molto comune tra gli uomini. Del resto la Società Nazionale non ne riceverà alcun danno: egli si perde.
— 
2 апреля 1860 года Ла Фарина избран в Палату депутатов Сардинского королевства VII созыва, с 18 февраля 1861 года — член Палаты депутатов Королевства Италия VIII созыва.
9 мая 1860 года Ла Фарина вступил в туринскую масонскую ложу Ausonia и вплоть до своей смерти в 1863 году, будучи не только председателем Итальянского национального общества, но и Либерального союза (Unione liberale), а также государственным советником и заместителем председателя Палаты депутатов, сохранял своё активное членство в масонских организациях.

### Историк и публицист

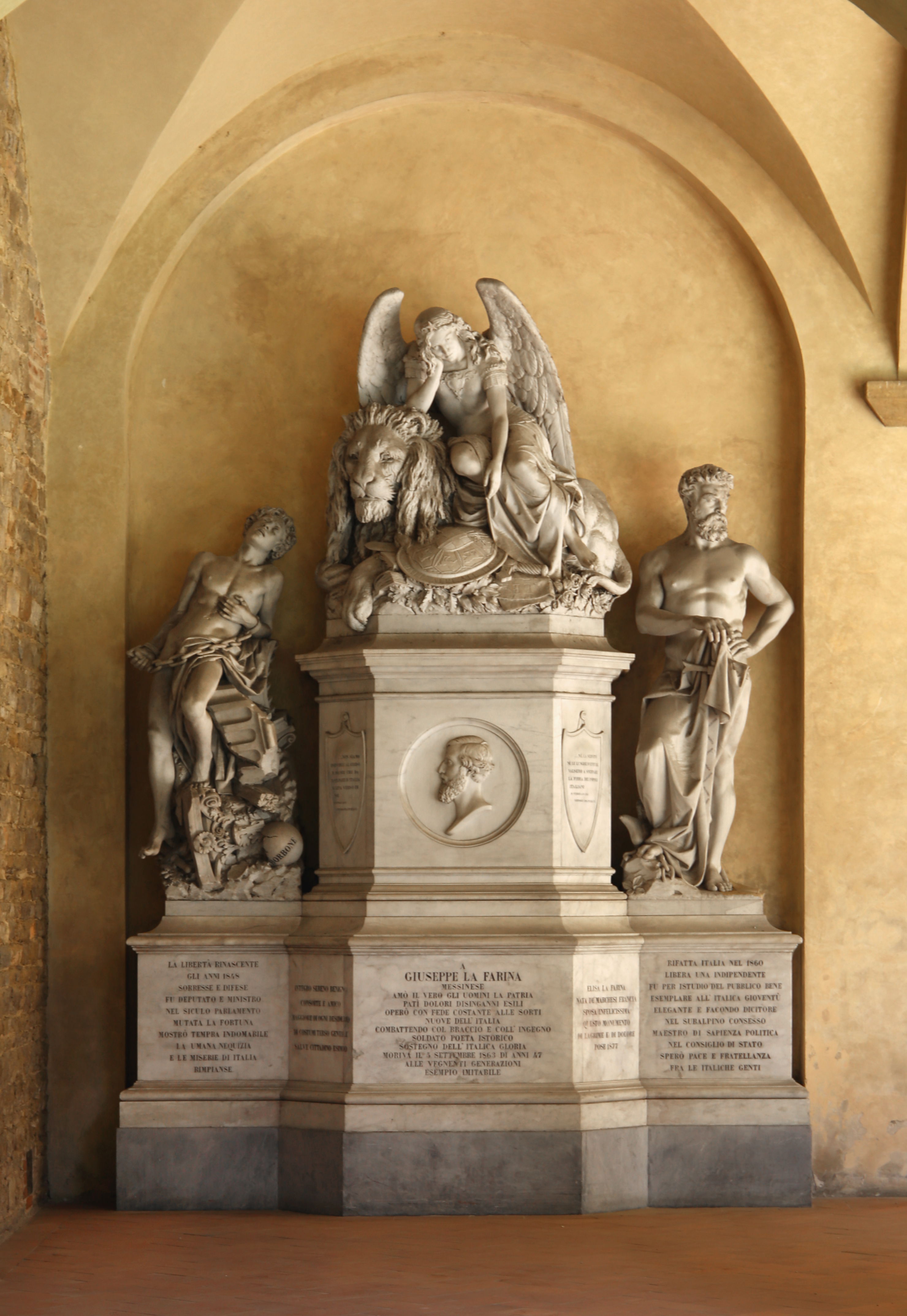
Кенотаф Ла Фарина в базилике Санта-Кроче (Флоренция).

В пятнадцатилетнем возрасте написал «Священную оду» (Ode sacra), которая уже заключала в себе политические идеи. В 1835 году получил высшее образование в филологии, в 1837 году, после сицилийского восстания, был вынужден бежать в Тоскану, где занялся историческими исследованиями, которые продолжил позже в Риме. После объявленной амнистии в марте 1838 года вернулся в Мессину, но в начале 1841 года вновь бежал от полицейских преследований во Флоренцию и возобновил занятия историей. Опубликовал несколько трудов: L’Italia nei suoi monumenti, ricordanze e costumi (1842), Studi storici sul sec. XIII (1842) и Storia d’Italia narrata al popolo italiano (1846—1854). В 1847—1848 годах издавал во Флоренции журнал L’Alba, затем уехал на Сицилию и принял участие в революционных событиях.
После поражения революции Ла Фарина уехал в Париж, где опубликовал Istoria documentata della rivoluzione siciliana e delle sue relazioni co’ governi italiani e stranieri (1850) и Storia d’Italia dal 1815 al 1850 (1851—1852). Позднее вернулся в Италию и издавал журнал «Rivista contemporanea», в котором напечатал статью «Мюрат и итальянское единство». В этой работе Ла Фарина привёл свои аргументы против воцарения Люсьена Мюрата на неаполитанском троне.
Летом 1863 года Ла Фарина сумел последний раз посетить Мессину и попрощаться с матерью и друзьями. В середине августа вернулся в Турин и умер 5 сентября 1863 года от инсульта. Был похоронен в Турине, 21 марта 1872 года останки перевезены в Мессину. По инициативе Национального общества и при поддержке многих сенаторов и депутатов был сформирован комитет, усилиями которого 1 июня 1884 года в Турине воздвигнут памятник Ла Фарина, на средства вдовы во флорентийской базилике Санта-Кроче сооружён монумент.